# Імянлікулевська сільська рада
Імянліку́левська сільська рада (рос. Имянликулевский сельский совет) — муніципальне утворення у складі Чекмагушівського району Башкортостану, Росія. Адміністративний центр — село Імянлікулево.

## Населення
Населення — 1127 осіб (2019, 1365 у 2010, 1580 у 2002).

## Склад
До складу поселення входять такі населені пункти:
| Населений пункт    | Населення, осіб (2002) | Населення, осіб (2010) |
| ------------------ | ---------------------- | ---------------------- |
| Верхній Аташ, село | 543                    | 474                    |
| Земеєво, присілок  | 128                    | 130                    |
| Імянлікулево, село | 909                    | 761                    |